# Myopsocus inga
Myopsocus inga (лат.) — вид сеноедов рода Myopsocus из семейства Myopsocidae. Южная Америка: Колумбия. Видовой эпитет посвящён народу инга (inga) — коренной этнической группе с юго-запада Колумбии, департамент Путумайо, где был найден голотип. Мелкие насекомые, длина переднего крыла около 3 мм. Основная окраска тела коричневая. Относится к комплексу видов с фестончатым апикальным краем передних крыльев, особенно на апикальном крае ячейки М2. Подобно М. andaquies, он представляет собой гипандрий V-образной формы, узкий на вершине и фаллосому с боковыми отростками, базально разделёнными и сросшимися посередине, но в отличие от этого представляет эндофаллическую мембрану с обильными спикулами.